# Andrzej Sypytkowski
Andrzej Sypytkowski (né le 14 octobre 1963 à Koszalin) est un coureur cycliste polonais. Il a été médaillé d'argent du contre-la-montre par équipes des Jeux olympiques de 1988 et du championnat du monde du contre-la-montre par équipes en 1989 durant sa carrière amateur. Professionnel de 1994 à 1999, il a champion de Pologne sur route en 1995, vainqueur du Bałtyk-Karkonosze Tour en 1997, du Szlakiem Grodów Piastowskich en 1998 et du Tour du Japon en 1999.

## Palmarès
- 1986
  - 4e étape du Tour de Pologne
- 1987
  - Małopolski Wyścig Górski
- 1988
  -  Médaillé d'argent du contre-la-montre par équipes des Jeux olympiques
  - 3e du championnat de Pologne sur route amateurs
- 1989
  -  Médaillé d'argent du championnat du monde du contre-la-montre par équipes
- 1991
  - 3e du GP Regio Oberwill
- 1992
  - Grand Prix Mendrisio
  - 2e du Grand Prix de Lugano
  - 2e du championnat de Pologne sur route amateurs
  - 6e de la course en ligne des Jeux olympiques
- 1993
  - Tour du lac Léman
  - GP de Lancy
  - 2e du GP Brissago
- 1995
  -  Champion de Pologne sur route
- 1996
  - 2e du Bałtyk-Karkonosze Tour
  - 2e du Grand Prix Jef Scherens
- 1997
  - Bałtyk-Karkonosze Tour
- 1998
  - Szlakiem Grodów Piastowskich
  - 2e du Tour de Beauce
  - 2e de Zellik-Galmaarden
  - 3e du championnat de Pologne du contre-la-montre
- 1999
  - 2e étape du Tour du Japon
  - Tour du Japon
  - 3e du championnat de Pologne sur route